# Moadon Kaduregel Hapoel Katamon Yerushalayim
Il Moadon Kaduregel Hapoel Katamon Yerushalayim (in ebraico מועדון כדורגל הפועל קטמון ירושלים), noto in Occidente come Hapoel Katamon Gerusalemme, è stata una società calcistica israeliana di Gerusalemme.

## Storia
L'Hapoel Katamon Gerusalemme ha un'origine assai recente. Il club fu, infatti, fondato dal 2007 da tifosi dell'Hapoel Gerusalemme, in risposta alla cattiva gestione societaria da parte della dirigenza, culminata con la retrocessione, subita proprio al termine di quella stagione, in Liga Alef (la terza divisione).
L'operazione fu guidata dal giornalista Uri Sheradski e dall'uomo d'affari (futuro sindaco di Gerusalemme) Nir Barkat, che patrocinò l'acquisto dell'Hapoel Mevasseret Zion Abu Gosh (società fondata, a propria volta nel 2004, con la fusione dell'Hapoel Mevasseret Zion con l'Abu Gosh).
Il primo nome della neonata società fu Hapoel Katamon Mevasseret Zion. Il nome Katamon fa riferimento all'omonimo quartiere gerosolimitano, ove fu scelta la sede sociale. L'esordio avvenne il 19 ottobre 2007 contro l'Hapoel Nahalat Yehuda (battuto per 2-1) nel campionato di Liga Alef (la terza divisione).
Il primo campionato del nuovo club si concluse con un inaspettato secondo posto, ad un solo punto dalla promozione in Liga Leumit (la seconda divisione).
Nel 2008-2009, l'Hapoel Katamon giunse al settimo posto. Nella medesima stagione, peraltro, fallì un tentativo di riunificazione con l'Hapoel Gerusalemme.
In vista del successivo campionato, un gruppo di tifosi decise di svincolare il club dal controllo dell'Hapoel Mevasseret Zion, costituendo una nuova società completamente indipendente.
Il nuovo club, chiamato Hapoel Katamon Gerusalemme, fu iscritto (come d'obbligo per le nuove società calcistiche) al campionato di Liga Gimel (la quinta divisione), disputando le proprie partite allo Stadio dell'Università Ebraica di Gerusalemme, a Givat Ram. La stagione 2009-2010 si concluse con il primo posto dell'Hapoel Katamon Gerusalemme, che così conquistò la promozione in Liga Bet.
Nel campionato seguente, l'Hapoel Katamon Gerusalemme giunse nuovamente primo, guadagnando il passaggio in Liga Alef.
Nel campionato 2012-2013, il club è giunto al primo posto anche in terza serie, così conquistando la promozione al campionato di Liga Leumit.
Nella stagione 2013-2014, peraltro, l'Hapoel Katamon Gerusalemme affronta proprio la società "madre" Hapoel Gerusalemme nel torneo di seconda divisione. Nella prima storica sfida tra i due club, disputata allo Stadio Teddy Kollek il 15 novembre 2013, è stato proprio l'Hapoel Katamon ad avere la meglio, uscendo vincitore per 2-1.
Al termine della stagione 2019-2020, ha acquisito il marchio e i diritti del defunto Hapoel Gerusalemme, permettendo così la sua rifondazione.

## Tifoseria
La società si è notevolmente distinta anche nell'ambito sociale, specie ai fini dell'integrazione tra israeliani e palestinesi (molti tifosi del club sono arabi) e contro ogni forma di razzismo o di intolleranza. L'Hapoel Katamon Gerusalemme annovera, infatti, tra i propri tifosi, oltre ovviamente ad ebrei israeliani, molti arabo-israeliani e palestinesi, costituendo una delle più promettenti realtà in vista del processo di pace in Medio Oriente.
I notevoli successi ottenuti negli anni, unitamente alla gestione societaria da parte degli stessi tifosi (attualmente le quote sociali sono possedute da 420 sostenitori) e all'impegno nel sociale del club, hanno consentito all'Hapoel Katamon Gerusalemme di ottenere un numero di tifosi più elevato rispetto all'Hapoel Gerusalemme: in particolare, il numero medio di spettatori nelle gare casalinghe della prima società è sensibilmente più alto di quanto avviene nei match interni della seconda.

## Organico

### Rosa 2019-2020
Aggiornata al 26 ottobre 2019.
| N. |                    | Ruolo | Calciatore        |
| -- | ------------------ | ----- | ----------------- |
| 1  | Israele (bandiera) | P     | Ben Vaitzman      |
| 5  | Israele (bandiera) | D     | Gal Mayo          |
| 6  | Israele (bandiera) | C     | Awka Ashta        |
| 7  | Israele (bandiera) | C     | Sa'ar Benbenishti |
| 8  | Israele (bandiera) | C     | Goni Naor         |
| 9  | Nigeria (bandiera) | A     | William Agada     |
| 10 | Israele (bandiera) | C     | Sharon Zissu      |
| 11 | Israele (bandiera) | A     | Harel Shalom      |
| 15 | Israele (bandiera) | A     | Eyal Danin        |
| 17 | Israele (bandiera) | D     | Guy Aviv          |
| 18 | Israele (bandiera) | C     | Daniel Gretz      |

| N. |                    | Ruolo | Calciatore      |
| -- | ------------------ | ----- | --------------- |
| 22 | Israele (bandiera) | D     | Yorai Maliach   |
| 23 | Israele (bandiera) | C     | Avihai Wodaje   |
| 24 | Nigeria (bandiera) | P     | Adebayo Adeleye |
| 25 | Israele (bandiera) | D     | Avi Malka       |
| 26 | Israele (bandiera) | C     | Omer Agbadish   |
| 41 | Israele (bandiera) | D     | Sahar Brown     |
| 42 | Israele (bandiera) | A     | Adis Checkol    |
| 77 | Israele (bandiera) | A     | Roy Fadida      |
| 99 | Israele (bandiera) | A     | Roi Melika      |
|    | Israele (bandiera) | D     | Yuval Abukasis  |
|    | Israele (bandiera) | D     | Omri Regev      |

## Palmarès
- Liga Gimel: 1
  - 2009-2010
- Liga Bet: 1
  - 2010-2011
- Liga Alef: 1
  - 2012-2013